# OsCommerce
osCommerce est une application Web de commerce électronique. c'est un logiciel libre et gratuit, publié selon les termes de la licence publique générale GNU.

## Technologie
Cette solution peut être déployée sur n'importe quel type de serveur Web sur lequel PHP et MySQL sont installés.

## Présentation
OsCommerce est une solution libre sous GNU General Public Licence et gratuite, permettant de déployer une boutique de vente en ligne sans connaissance en programmation.
OsCommerce a été créé en mars 2000. D'apres les données de Trends, en mai 2015 la solution oscommerce.com est utilisée par 79 794 sites professionnels dans le monde.
Le logiciel offre une série de fonctionnalités de base qui répondent aux besoins principaux de la plupart des commerces en ligne.
OsCommerce s’appuie sur sa communauté d'utilisateurs et de développeurs pour évoluer et s'améliorer pragmatiquement aux besoins.

## Caractéristiques

### Cycle de développement
os Commerce suit un cycle de publication par roulement, les versions Milestone sont considérées comme stables. Bien que pionnier du commerce en ligne open source au début des années 2000, l'équipe OsCommerce a quasiment cessé tout développement depuis plusieurs années. La version 3 qui devait remettre OsCommerce au niveau de ses concurrents est en développement (Alpha) depuis 2005.

### Configuration / Installation
Installation automatique et procédure de mise à jour incluses.

### Fonctionnalités générales
- Compatibilité avec toutes les versions PHP 4 (PHP5 supporté)
- Administration orientée objet (MS3)
- Support Multi langue avec anglais, allemand, espagnol par défaut
- Facile d'utilisation et rapide à mettre en place (MS3)
- S'intègre facilement dans un site existant (MS3)
- Supporte les images dynamiques
- Fonctionnalités de l'Administration
- Structure Produits - Catégories
- Structure Catégories - Produits
- Ajouter/supprimer/éditer les catégories, produits, fabricants, clients, et critiques
- Supporte le téléchargement de fichiers
- Sécurisation de l'Administration avec un nom d'utilisateur et un mot de passe défini lors de l'installation (MS3)
- Contact avec les clients soit par courriel soit newsletter
- Sauvegarde facile et restauration de la base de données
- Affichage des Factures et Bons de Livraisons
- Statistiques par produits et clients
- Administration multi langue
- Supporte les multi devises
- Mise à jour du taux de change via l'administration
- Section des choix d'affichage dans la liste des produits
- Supporte les bannières statiques et dynamiques avec statistiques

### Fonctionnalités pour le client
- Les clients peuvent voir leur historique de commandes et les statuts de suivi de commande
- Carnet d'adresses permettant de proposer de multiples destinations pour l'envoi des produits
- Panier temporaire pour les invités et permanent pour les clients enregistrés
- Recherche des produits
- Affichage des critiques sur les produits
- Sécurisation des transactions en SSL
- Les produits pour chaque catégorie peuvent être montrés ou masqués
- Affichage des achats des autres clients avec le produit sélectionné
- Ergonomie et suivi de la navigation

### Fonctionnalités du produit
- Relation dynamique des attributs produits
- Description en HTML
- Affichage automatisé des promotions
- Contrôle des produits en stock ou hors stock peuvent être montrés ou pas
- Les clients peuvent souscrire à un produit particulier, ou newsletter

### Fonctionnalité de paiement
- Accepte de nombreuses solutions de paiement hors ligne (chèque, contre remboursement….)
- Accepte de nombreuses solutions de paiement en ligne (2CheckOut, PayPal, Authorize.net, iPayment, ..)
- Possibilité de sélectionner une ou plusieurs méthodes de paiement

### Fonctionnalités des frais d'expédition
- Poids, prix, destination
- Suivi des expéditions avec (UPS, USPS, FedEx, ..)
- Fonctionnement fondé sur la gratuité des frais d'expédition en fonction de la destination, poids
- Possibilité de sélectionner une ou plusieurs méthodes

### Fonctionnalités des taxes
- Implémentation de taxes flexible selon état, pays
- Création de différentes taxes pour différents produits
- taxe sur les frais d'expédition ou par type d'expédition

## Lesembranchementsd'Oscommerce
Oscommerce est le logiciel numéro 1[réf. nécessaire] du commerce en ligne depuis des années, de nombreux projets ont vu le jour, fondés sur son moteur applicatif.

### Exemples d'embranchementsd'OScommerce
- (en) ZENCART Version évoluée US
- (fr) Oscss 100%CSS XHTML
- (fr) OSCload version évoluée FR
- (en) osCMax Version évoluée US